# 縦隔

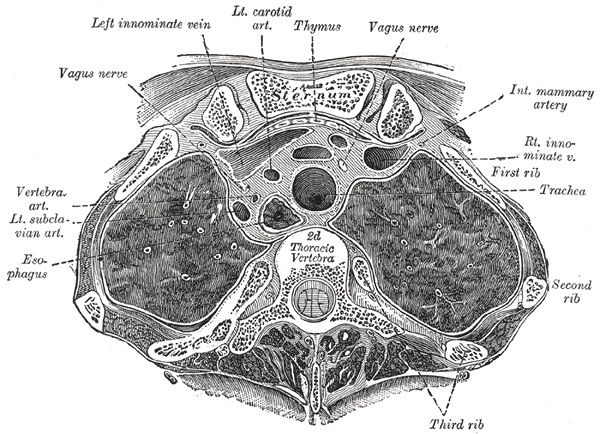
第二胸椎の位置での断面図

縦隔 (じゅうかく) とは、左右の肺と胸椎、胸骨に囲まれた部分をいう。上部は頚部、下部は横隔膜までである。縦隔には心臓をはじめとする重要な臓器が存在する。
縦隔は成書によって様々な区分がされている。区分にはっきりとした解剖学上の構造物がないため、これらの区分はあくまで便宜上のものである。
前縦隔
心血管の腹側で上部の大血管の腹側と下部の心横隔膜角が主な部位である。前者は胸腺由来の病変（胸腺腫など）、異所性甲状腺由来の病変や胚細胞性腫瘍、神経内分泌腫瘍が好発する。嚢胞性疾患としては胸腺嚢胞、心膜嚢胞、奇形腫、リンパ管腫が多い。
中縦隔
下行大動脈以外の大血管、心臓、気管、気管支を含み、心前面から食道より腹側の部分である。これらの臓器およびリンパ節由来の病変が多い。嚢胞性疾患としては前腸嚢胞が多い。
後縦隔
食道を含んでこれより背側の部分で習慣として本来は縦隔に区分されない傍脊椎溝を含む。傍脊椎溝には神経性腫瘍、髄膜瘤が好発する。神経腸嚢胞を伴うことが多い。
縦隔の嚢胞は単胞性、多胞性で分類することが多い。単胞性では前腸嚢胞（気管支嚢胞、食道重複嚢胞、神経腸嚢胞）、心膜嚢胞、心膜憩室、胸腺嚢胞、膵偽嚢胞があり、多胞性ではリンパ管腫や奇形腫があげられる。
体腔の連続性
ヒトの身体において独立した腔は腹膜腔、胸膜腔、心膜腔の3つだけである。この3つは正常では他からの交通は存在しない。例外としては女性の腹膜腔は卵管を通じて外界に交通している。これ以外の後腹膜腔、縦隔、胸膜外腔、腹膜外腔、皮下組織は互いに連続している。気腔や腸管内圧が亢進状態やステロイドを使用した場合はエアーリークが生じやすいことが知られている。具体的には、間質性肺気腫、気胸、縦隔気腫、心嚢気腫、腹膜気腫、後腹膜気腫、腸管壁気腫、皮下気腫、全身空気塞栓は互いに移行ししやすいことが知られている。